# Wie der Teufel auf der Flöte blies
Wie der Teufel auf der Flöte blies ist ein Märchen. Es steht in Johann Wilhelm Wolfs Deutsche Hausmärchen an Stelle 51.

## Inhalt
Der Teufel geht mit seinem jüngsten Sohn im Wald spazieren. Da schläft ein Jäger. Das Kind will wissen, was das Gewehr für ein Ding ist. Der Alte erklärt, es sei eine Flöte, womit die Menschen Tiere anlocken. Das Kind drückt, der Alte hat den Lauf im Mund, kriegt den Schrot ab und fällt um. Er sagt, das Kind habe falsch gedrückt und die Flöte sei staubig.

## Herkunft
Der Titel Wie der Teufel auf der Flöte blies ist bei Wolf nicht mit einem Sternchen (*) versehen, was laut seiner Vorrede anzeigt, dass er selbst den Text ausarbeitete. Das kurze, scherzhafte Schwankmärchen macht in seiner Sammlung den Schluss.